# (8019) Karachkina
(8019) Karachkina (1990 TH12) – planetoida z pasa głównego asteroid okrążająca Słońce w ciągu 3,65 lat w średniej odległości 2,37 au. Odkryta 14 października 1990 roku.